# Corba de valoració
La corba de valoració és la representació gràfica de la variació del pH en el transcurs d'una volumetria en funció del volum afegit de la dissolució valorant.
La corba de valoració ve determinat per les valoracions d'àcid-base, les quals són el procés mitjançant el qual es determina la concentració d'àcid o de base que conté una dissolució determinada, fent-la reaccionar amb una dissolució de base o d'àcid de concentració coneguda.
La tècnica emprada per dur a terme aquest procés s'anomena volumetria (mesura de volum) i el seu fonament químic no és res més que una reacció de neutralització. El procediment se sol fer en presència d'un indicador àcid-base adient. El viratge de l'indicador ens permet determinar el moment en què s'assoleix el punt d'equivalència, és a dir, el moment en què s'ha completat la neutralització. El canvi brusc de pH que es produeix als voltants del punt d'equivalència fa que, malgrat que no puguem observar el viratge de l'indicador fins que el pH de la dissolució hagi variat aproximadament en dues unitats (les que correspon al seu interval de viratge) l'error comès sigui molt petit.
Tenin en compte que l'indicador té com a missió indicar-nos el punt d'equivalència, sembla lògic pensar que, perquè un indicador sigui adient per a una valoració àcid-base determinada, el seu interval de viratge ha de ser pròxim al pH del punt d'equivalència. Cal tenir molt clar que el pH en aquest punt el determina la sal formada en el procés de neutralització i, per tant pot ser àcid, bàsic o neutre.
A part del càlcul de concentracions, una valoració àcid-base permet conèixer el grau de puresa de certes substàncies.

## Mètode i material utilitzat
El material bàsic emprat per a una valoració àcid-base és:
1. Bureta
2. Taula o suport de fons blanc - s'empra per apreciar el canvi de color de la dissolució
3. Pipeta
4. Indicador de pH o indicador àcid-base (s'empren molts diferents, segons la reacció)
5. Matràs Erlenmeyer (matràs cònic)
6. Dissolució estàndard
7. Dissolució o mostra la concentració volem conèixer

En una valoració àcid-base de vegades és necessari l'ús d'un indicador àcid-base que pateixi un canvi de color i / o d'un pH-metre per conèixer el punt final. En altres casos les pròpies substàncies que intervenen experimenten un canvi de color que permet saber quan s'ha assolit aquest punt d'equivalència entre el nombre d'equivalents d'àcid i de base.
En altres valoracions o volumetries, (redox, complexometria, de precipitació) es registra la concentració d'una substància en funció del volum de substància valorant afegida, per determinar el punt final.
En una valoració àcid-base es prefereix mesurar el pH com una mesura de com transcorre la transferència d'hidrons, H+, entre l'àcid i la base. Per a això s'empren elèctrodes específics connectats a un potenciòmetre. A prop del punt d'equivalència o punt final de la valoració s'observa un canvi molt brusc d'aquest potencial.

## Tipus de valoracions
Hi ha distints tipus de valoracions, segons la reacció en què es basen: 
- Valoracions àcid-base, basades en la reacció de neutralització entre l'analit i un agent valorant àcid o bàsic. En valoracions àcid-base és comú utilitzar indicadors de pH, com per exemple la fenolftaleïna, que canvia d'incolor a rosa per sobre de pH 8,2, o el taronja de metil, que és roig en forma bàsica i groc en forma àcida. Per detectar el punt final també es pot utilitzar un pH-metre (o potenciòmetre), que enregistra els canvis de pH (o potencial) en tot moment.
- Valoracions redox, basades en reaccions d'oxidació-reducció entre l'analit i l'agent valorant. El més habitual és utilitzar un potenciòmetre o un indicador redox per detectar el punt final. En alguns casos la forma oxidada o reduïda de l'analit o del titulant posseeixen un color intens i actuen com a autoindicadors, de forma que no cal afegir cap substància indicadora.
- Valoracions complexomètriques, basades en la formació d'un complex entre l'analit i el titulant. En aquestes valoracions normalment cal un indicador especial, com el negre d'eriocrom T, que formi un complex feble amb l'analit.
- Valoracions per precipitació, basades en la formació d'un precipitat degut a la reacció de l'analit i el valorant (per exemple ions Ag+ i ions Cl-, que formen un precipitat blanc de AgCl).
- Valoracions polieletrolítiques (de vegades anomenades valoracions col·loïdals), basades en la reacció estequiomètrica entre el polielectròlit d'interès i un poliectròlit de càrrega oposada i densitat de càrrega coneguda. Aquest tipus de valoració permet determinar densitat de càrrega superficial en col·loides. Un agent valorant que s'empra sovint és el policlorur de dial·lildimetilamoni (sovint anomenat amb l'abreviació anglesa, polyDADMAC).

## Classes de valoració àcid-base
Es poden classificar en dos grans grups:
- Alcalimetries: Determinació de la concentració d'una base emprant un àcid fort de concentració coneguda com a substància valorant. S'empra gairebé sempre àcid clorhídric, HCl; de vegades àcid sulfúric, H2SO4.
- Acidimetries: Determinació de la concentració d'un àcid emprant una base forta de concentració coneguda com a substància valorant, com el NaOH.

## Determinació del punt d'equivalencia
Són molt nombrosos els mètodes per detectar el punt d'equivalència. A part dels mètodes més freqüents (ús d'indicadors i mesura directa del pH amb potenciòmetre) es poden usar altres mètodes: 
- Valoració potenciomètrica: És una mesura basada en la diferència de potencial entre un elèctrode adequat enfront d'un elèctrode de referència en funció del volum de substància valorant. No confondre amb la mesura directa de potencial que efectua el pH-metre. Proporcionen resultats més fiables que les valoracions amb indicadors químics o àcid-base. S'empren dos elèctrodes, en lloc d'un de sol. En el punt final hi ha una ràpida modificació del potencial. Representant la derivada en funció del volum, s'observa un pic que correspon al punt final. També s'observa en la segona derivada. Aquestes mesures de potencial també permeten calcular la constant de dissociació de l'àcid o la base que s'està valorant.
- Valoració fotomètrica: S'empren espectròmetres o fotòmetres de filtre. Es tracta de comprovar com varia l'absorbància de la mostra en funció del volum de dissolució valorant afegit. Tot i que els àcids i bases no absorbeixen, n'hi ha prou afegir un indicador àcid-base per controlar l'avanç de la neutralització.
- Valoració conductimètrica: Es mesura la conductivitat de la dissolució en funció del volum afegit. Serveix per valorar àcids o bases molt febles, o dissolucions molt diluïdes. No es pot aplicar a molts processos.
- Valoració amperomètrica: S'apliquen més a valoracions redox que a valoracions àcid-base.
- Valoració termomètrica o calorimetria: Es tracta de detectar els augments de temperatura durant la valoració.
- Valoració culombimétrica: Consta d'un elèctrode on s'obté un reactiu i un altre contraelèctrode amb la mostra. Se li fa passar un corrent constant durant un temps. Aquest corrent, per exemple, allibera una quantitat de ions OH- (en un elèctrode de Hg) proporcional a la càrrega que el travessa. Segons les lleis de Faraday, coneixent la intensitat de corrent que circula per la cèl·lula i el temps, es pot calcular els mols de OH- formats i, a partir d'aquí, els mols d'àcid a la mostra. Aquest mètode no presenta les interferències de l'ió carbonat en la valoració d'àcids i no requereix preparar o estandarditzar dissolucions.

Mesura del punt d'equivalència amb el pHmetre
Un pH-metre és un instrument que mesura el pH d'una dissolució, i serveix per detectar el punt final d'una valoració àcid-base. Consta d'un elèctrode de plata-clorur de plata, de potencial constant, en una dissolució 0,1 M d'HCl dins d'una membrana de vidre que mesura l'activitat dels ions H+ capaços de travessar-la, i d'una unitat lectora que fa una mesura directa del potencial elèctric de l'elèctrode i assenyala en una pantalla el valor del pH.

## Indicador àcid-base
| Indicador             | Zona de viratge | Color 1      | Color 2        |
| --------------------- | --------------- | ------------ | -------------- |
| Roig de cresol (1º)   | 0,2 - 1,8       | Roig         | Groc           |
| Blau de timol (1º)    | 1,2 - 2,8       | Roig         | Groc           |
| Roig Congo            | 3,0 - 5,2       | Blau-Violeta | Roig           |
| Taronja de metil      | 3,1 - 4,4       | Roig         | Groc ataronjat |
| Blau de bromocresol   | 3,8 - 5,4       | Blau clar    | Verd           |
| Verd de bromocresol   | 3,8 - 5,4       | Groc         | Blau verdós    |
| Roig de metil         | 4,2 - 6,2       | Roig         | Groc           |
| Tornasol              | 5,0 - 8,0       | Roig         | Blau           |
| Porpra de bromocresol | 5,2 - 6,8       | Groc         | Porpra         |
| Blau de bromotimol    | 6,0 - 7,6       | Groc         | Blau           |
| Roig neutre           | 6,8 - 8,4       | Roig         | Groc           |
| Roig de cresol (2º)   | 7,1 - 8,8       | Groc         | Porpra         |
| Blau de timol (2º)    | 8,0 - 9,6       | Groc         | Blau           |
| Fenolftaleïna         | 8,2 - 10,0      | Incolor      | Magenta        |
| Timolftaleïna         | 9,3 - 10,5      | Incolor      | Blau           |
| Carmí d'indi          | 11,6 - 14,0     | Blau         | Groc           |

Un indicador és un pigment que pateix un canvi de color quan es modifica el pH. S'han de triar de manera que coincideixi el canvi o viratge al mateix temps que s'arriba al punt d'equivalència de la valoració àcid-base per al que serveixen per indicar aquest punt. Solen ser àcids o bases orgànics febles i la zona de viratge de cada indicador se situa aproximadament entre una unitat de pH per sota i una unitat per sobre del valor del seu pKa.
Zona de viratge = (pKa-1, pKa + 1)
Una classificació dels indicadors dels subdivideix en:
- Autoindicadors: La mateixa substància valorant o l'analit actuen d'indicador, ja que canvien de color al llarg de la reacció. Un exemple típic és el permanganat de potassi.

- Indicadors acolorits: Són els més usats; solen afegir-se al sistema a valorar, introduint directament unes gotes a la dissolució de l'analit, però altres vegades s'extreuen petites fraccions d'aquesta i s'assaja externament amb l'indicador. Els seus coloracions han de ser intenses per percebre clarament el canvi de color.

- Indicadors fluorescents: Funcionen de manera semblant als indicadors acolorits, encara que són menys nombrosos. El final de la valoració es posa de manifest per l'aparició, desaparició o canvi de la fluorescència de la dissolució problema sotmès a la llum ultraviolada.

- Indicadors d'adsorció: Són substàncies que canvien de color en ser adsorbides o desorbidas pels col·loides que es formen en el si de la dissolució problema com a resultat de la reacció entre l'anàlit i la substància valorant.

Un dels indicadors més emprats és el paper indicador, un paper absorbent impregnat en una barreja d'indicadors i que mostra un color diferent per a cada unitat de pH.

## Elecció de l'indicador
El punt en el qual l'indicador canvia de color es diu punt final. S'ha de triar un indicador adequat, preferiblement un que experimenti un canvi de color (punt final) prop del punt d'equivalència de la reacció.
En primer lloc, la bureta s'ha de rentar amb la dissolució estàndard, la pipeta amb la solució desconeguda, i l'erlenmeyer amb aigua destil·lada.
En segon lloc, un volum conegut de la solució de concentració desconeguda s'ha de prendre amb la pipeta i es col·loca en el matràs Erlenmeyer o en un vas de precipitats, juntament amb unes gotes de l'indicador escollit (o l'elèctrode del pH-metre). La bureta ha d'omplir-sempre fins a la part superior de la seva escala amb la solució coneguda, per facilitar la lectura.
S'aboca sobre el matràs la dissolució coneguda, obrint la clau de la bureta. En aquesta etapa volem fer una estimació aproximada de la quantitat d'aquesta solució que necessitarem per neutralitzar la solució desconeguda. S'ha de deixar sortir la dissolució de la bureta fins que l'indicador canvia de color i, llavors, anotem el valor que marca la bureta per saber el volum gastat. Aquesta primera valoració és aproximada i ha de ser desestimada per als càlculs.
S'han de realitzar tres valoracions més, ara més lentament i amb més precisió, sobretot quan s'estigui a prop del punt final previst. Les tres lectures de la bureta en el punt final han de ser registrades, i fan mitjana per donar el resultat final. El punt final s'assoleix just quan l'indicador canvia de color de forma permanent.
| Àcid                | Base                  | Indicador          |
| ------------------- | --------------------- | ------------------ |
| Fort                | Forta                 | Blau de bromotimol |
| Fort                | Dèbil                 | Taronja de metil   |
| Dèbil               | Forta                 | Fenolftaleïna      |
| Dèbil               | Dèbil                 | No es valora       |
| Dèbil (pH> 5,5)     | Molt forta (pH> 13,5) | Groc d'alizarina   |
| Molt fort (pH <0,5) | Dèbil (pH <8,5)       | Blau de timol      |

Cal observar en la taula de dalt l'indicador que podem triar en funció de la força relativa de l'àcid i la base. Per exemple, per valorar àcid acètic (un àcid feble) amb hidròxid de sodi (una base forta), hem de fer servir fenolftaleïna com a indicador o introduir un elèctrode connectat a un pH-metre, que registri un canvi brusc del pH, que indica el punt final.
Per estudiar com varia el pH distingirem dos casos: quan valorem un àcid fort amb una base forta o a l'inrevés, i quan valorem un àcid feble amb una base forta o a l'inrevés.

## Exemple de valoració d'un àcid fort amb una base forta o a l'inrevés
Tenim 25 cm3 d'una dissolució de HCl 0,2M que valorem amb una dissolució de NaOH també 0,2M.
- Al començament de la valoració

Només tenim àcid fort; per tant, el pH de la dissolució ve determinat per: 
HCl(aq) + H2O(l) ---------> Cl-(aq) + H3O+(aq)
Concentració inicial: [HCl] = 0,2M
Concentració final: [Cl-] = 0,2M i [H3O+] = 0,2M 
pH= -log [H3O+]
pH= -log 0,2M -----> pH= 0,7
- En afegir la base

Afegim 10 cm3 de la base 0,2M. La base reacciona amb l'àcid d'acord amb la reacció de neutralització. El pH de la dissolució ve determinat per la concentració de l'àcid que queda per reaccionar: 
0,01 dm3 NaOH · 0,2 mol NaOH / 1 dm3 = 2·10-3 mol NaOH

0,025 dm3 HCl · 0,2 mol HCl / 1 dm3 = 5·10-3 mol HCl

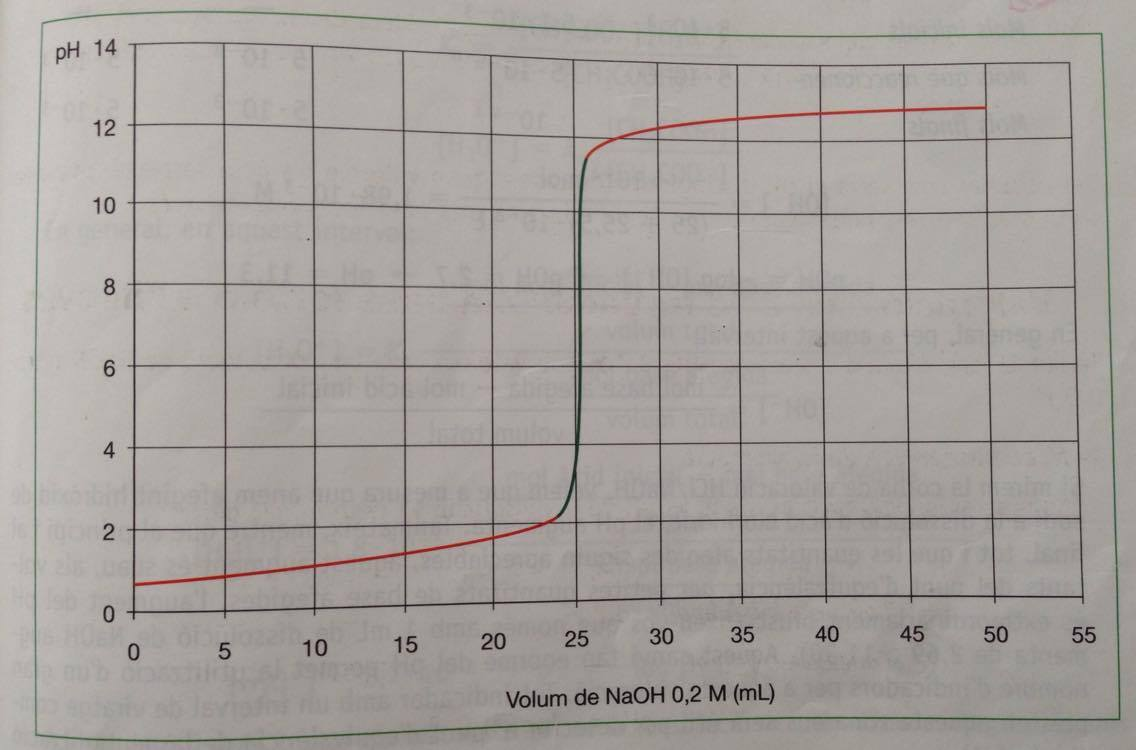
Fig. 1.2. Corba de valoració HCl / NaOH

La reacció de neutralització és: HCl(aq) + NaOH(aq) -------> NaCl(aq) + H2O(l)
mols inicials: HCl = 5·10-3, NaOH = 2·10-3
mols que reaccionen: HCl = 2·10-3, NaOH = 2·10-3 i NaCl = 2·10-3
mols finals: HCl = 3·10-3 i NaCl = 2·10-3
El NaCl, una sal que prové d'un àcid fort i una base forta, no experimenta hidròlisi i, per tant, no és té en compte a l'hora de calcular el pH. Només es consideren els ions hidrogen que provenen de l'àcid.
[H3O+] = 3·10-3 mol / (10+25) x 10-3 L = 8,57·10-2 M 
pH= -log [H3O+] --------> pH= -log 8,57·10-2 ----------> pH =1,07 
En general, per aquest interval en la zona àcida, és a dir, abans d'arribar al punt d'equivalència: 
[H3O+] = mol àcid inicial - mol base afegida / volum total 
A la taula 1.1 hi ha els valors del pH de la dissolució després d'haver afegit diferents volums de dissolució d'hidròxid de sodi i la figura 1.2 mostra la corba de valoració corresponent.
| mL de dissolució de NaOH afegits | pH    |
| -------------------------------- | ----- |
| 0,0                              | 0,70  |
| 10,0                             | 1,07  |
| 20,0                             | 1,65  |
| 24,0                             | 2,39  |
| 24,5                             | 2,69  |
| 25,0                             | 7,00  |
| 25,5                             | 11,30 |
| 26,0                             | 11,59 |
| 30,0                             | 12,26 |
| 40,0                             | 12,66 |
| 50,0                             | 12,82 |

- En el punt d'equivalència

En el punt d'equivalència el pH d'aquesta dissolució és neutre, com correspon a una sal que deriva d'un àcid i una base forta.
HCl(aq) + NaOH(aq) -------> NaCl(aq) + H2O(l)
Mols inicials: HCl: 5·10-3, NaOH: 5·10-3
Mols finals: NaCl: 5·10-3, H2O: 5·10-3
En el cas concret que estem treballant, com que l'àcid i la base són d'igual concentració, el punt d'equivalència s'assoleix quan s'ha afegit 25 cm3 de NaOH.
A la corba de valoració HCl / NaOH (fig. 1.2) el punt d'inflexió de la gràfica és el punt d'equivalència, que correspon a 25 mL de NaOH afegits.
La valoració s'acaba quan el conjunt dissolució-indicador vira de color. Depenen de l'indicador que fem servir, s'acabarà abans o després. Per exemple, suposem que per a la valoració del HCl amb NaOH fem servir com a indicador la fenolftaleïna. Aquest indicador vira a un pH de 8 - 9,5. Si mirem la corba de valoració HCl / NaOH veiem que: 
Volum NaOH afegit = 24,9 mL -----> pH = 4,4 
Volum NaOH afegit = 25,00 mL -----> pH = 7 punt equivalència 
Volum NaOH afegit = 25,01 mL -----> pH = 9,6 
Per tant, aquest indicador és adequat, ja que indica el punt final de la valoració cometent un 0,1% d'error. Si el viratge fos entre pH 11 i 12 no seria un bon indicador, ja que l'error seria del 10%. Si utilitzéssim un indicador que virés a pH bàsic, observaríem el canvi de color passat el punt d'equivalència i això ens conduiria a resultats erronis en la valoració.
- Després del punt d'equivalència

Per acabar de fer la corba de valoració, afegim més base a la dissolució, que ara té un pH bàsic. Per tant, per determinar el nou pH hem de calcular els hidròxids afegits en excés.
Per exemple, si afegim 25,5 cm3 de NaOH:
HCl (aq) + NaOH (aq) -------> NaCl (aq) + H2O (l)
Mols inicials: HCl: 5·10-3, NaOH: 5,1·10-3
Mols que reaccionen: HCl: 5·10-3, NaOH: 5·10-3, NaCl: 5·10-3 i H2O: 5·10-3
Mols finals: NaOH: 10-4, NaCl: 5·10-3 i H2O: 5·10-3
[OH-]= 10-4mol / (25 + 25,5) x 10-3 L = 1,98·10-3 M 
pOH= -log [OH-] ---------> pOH= 2,7 --------> pH= 11,3 
En general, per a aquest interval: 
[OH-] = (mol base afegida - mol àcid inicial) / (volum total) 
Si mirem la corba de valoració HCl / NaOH, veiem que a mesura que anem afegint hidròxid de sodi a la dissolució d'àcid clorhidric, el pH augmenta. Tanmateix, mentre que al principi i al final, encara que les quantitats afegides siguin apreciables, aquest augment és suau, als voltants del punt d'equivalència, per petites quantitats de base afegides, l'augment del pH és extraordinàriament brusc. Aquest canvi tan enorme del pH permet la utilització d'un gran nombre d'indicadors per a aquesta valoració. Tot indicador amb un interval de viratge comprès en aquesta zona ens serà útil per detectar el punt d'equivalència de la neutralització (taula 1.1).

## Exemple de valoració d'un àcid feble amb una base forta o a l'inrevés
Tenim 25 cm3 d'una dissolució de CH3COOH 0,2M que valorem amb una dissolució de NaOH també 0,2M.
- Al començament de la valoració

Només tenim àcid feble; per tant, el pH de la dissolució ve determinat per: 
CH3COOH (aq) + H2O (l) ---------> CH3COO- (aq) + H3O+ (aq)
Concentració inicial: [CH3COOH] = 0,2M
Concentració final: [CH3COOH] = 0'2 - x, [CH3COO-] = x i [H3O+] = x 
Ka = x2 / (0,2 - x) -------> 1,8·10-5 = x2 / (0,2 - x) on x = 1,88 · 10-3 M 
pH = -log [H3O+] -------> pH = -log(1,88·10-3) = 2,72 
- En afegir la base

Afegim 10 cm3 de la base 0,2M. La reacció de neutralització és: 
CH3COOH(aq) + NaOH(aq) ---------> CH3COONa(aq) + H2O(aq)
Mols inicials: CH3COOH: 5·10-3, NaOH: 2·10-3
Mols que reaccionen: CH3COOH: 2·10-3, NaOH: 2·10-3, CH3COONa: 2·10-3 i H2O: 2·10-3
Mols finals: CH3COOH: 3·10-3, CH3COONa: 2·10-3 i H2O: 2·10-3
L'acetat de sodi és una sal que es dissocia en ions acetat i ions sodi. Els ions acetat i l'àcid acètic constitueixen una dissolució reguladora. L'equilibri d'aquesta dissolució reguladora és: 
CH3COOH (aq) + H2O (l) ---------> CH3COO- (aq) + H3O+ (aq) 
Ka = [CH3COO-] · [H3O+] / [CH3COOH]
[H3O+] = Ka · [CH3COOH] / [CH3COO-]
En general, en aquest interval: 
[H3O+] = Ka · [mol àcid inicial - mol base afegida] / volum total: (dividit) [mol base afegida] / volum total 
Ka = 1,8·10-5
[H3O+] = 2,7·10-5 -------> pH = -log [H3O+] -------> pH = 4,57
| mL de dissolució de NaOH afegits | pH    |
| -------------------------------- | ----- |
| 0,0                              | 2,72  |
| 10,0                             | 4,57  |
| 20,0                             | 5,35  |
| 24,0                             | 6,12  |
| 24,5                             | 6,43  |
| 25,0                             | 8,87  |
| 25,5                             | 11,30 |
| 26,0                             | 11,59 |
| 30,0                             | 12,26 |
| 40,0                             | 12,66 |
| 50,0                             | 12,82 |

| Valoració               | pH punt d'equivalència |  |
| ----------------------- | ---------------------- |  |
| Àcid fort - Base forta  | Neutre                 |  |
| Àcid fort - Base feble  | Àcid                   |  |
| Àcid feble - Base forta | Base                   |  |

A la taula 1.2 pots trobar els valors del pH de la dissolució després d'haver afegit diferents volums de dissolució d'hidròxid de sodi.
- En el punt d'equivalència

En el punt d'equivalència el pH d'aquesta dissolució és bàsic, com correspon a una sal que deriva d'un àcid i una base forta.
CH3COOH(aq) + NaOH(aq) ---------> CH3COONa(aq) + H2O(l)
Mols inicials: CH3COOH: 5·10-3, NaOH: 5·10-3
Mols finals: CH3COONa: 5·10-3 i H2O: 5·10-3
Per tant, el pH ve determinat per la constant de basicitat de la base conjugada de l'àcid: 
[CH3COO-] = mol base afegida / volum total -----> 5·10-3 mol / (25+25) x 10-3 L --------> 0,1M 
CH3COO-(aq) + H2O(l) ---------> CH3COOH(aq) + OH-(aq)
Concentració inicial: [CH3COO-] = 0,1M 
Concentració final: [CH3COO-] = 0,1-x, [CH3COOH] = x i [OH-] = x 
Ka · Kb = 10-14 ---------> Kb = 5,56·10-10
5,56·10-10 = x2 / (0,1) ------------> x= 7,45·10-6 M 
pOH = 5,12 --------> pH = 8,87.
- Després del punt d'equivalència

Afegim més base a la dissolució. El pH ve determinat per la base forta.
Per exemple, si hi afegim 25,5 cm3 de NaOH.
CH3COOH(aq) + NaOH(aq) ---------> CH3COONa(aq) + H2O(l)
Mols inicials: CH3COOH: 5·10-3, NaOH: 5,1·10-3
Mols que reaccionen: CH3COOH: 5·10-3, NaOH: 5·10-3, CH3COONa: 5·10-3 i H2O: 5·10-3
Mols finals: NaOH: 10-4, CH3COONa: 5·10-3 i H2O: 5·10-3
[OH-] = 10-4 mol / (25+25,1)·10-3 L --------> 1,98·10-3M 
pOH= -log [OH-]
pOH= 2,70 ----------> pH= 11,30 
En general, per a aquest interval: 

[OH-] = (mol base afegida - mol àcid inicial) / volum total 

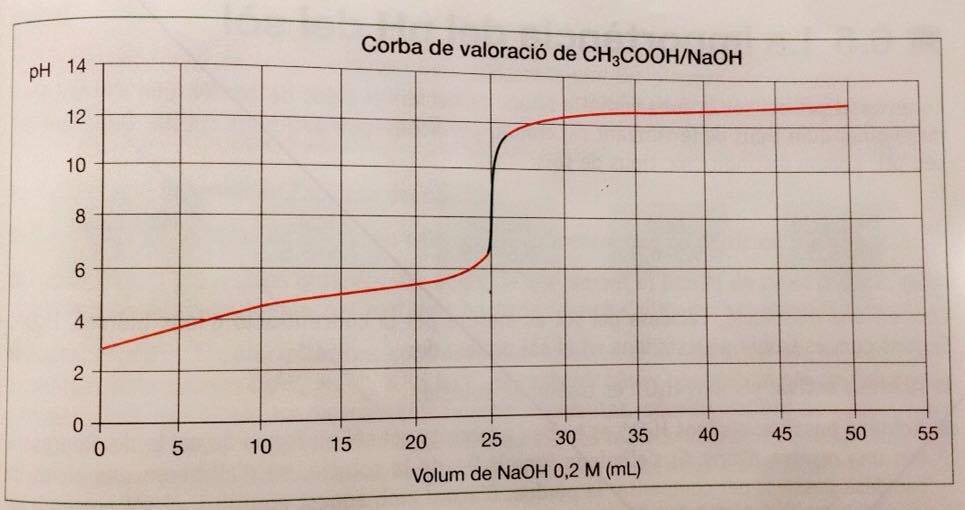
Fig. 1.3. Corba de valoració CH3COOH / NaOH

Si observem la corba de valoració de l'àcid acètic amb l'hidròxid de sodi (fig.1.3) i la comparem amb la de l'àcid clorhidric, podem observar que: 
1. Inicialment el pH és més elevat perquè es tracta d'un àcid feble.
2. L'augment inicial del pH és més gran que en el cas de l'àcid fort.
3. El canvi de pH als voltants del punt d'equivalencia és menys brusc en l'àcid feble a causa de la presència d'una dissolució reguladora de pH.
4. En l'àcid feble, el punt d'equivalència està situat per sobre de 7.

## Aplicacions de les valoracions àcid- base[3]
Són moltes les aplicacions d'aquestes valoracions: 
- Determinació d'àcids
- Determinació de mescles de bicarbonats i carbonats: Per a la determinació de bicarbonats o l'alcalinitat total, ha d'usar-se un indicador com la barreja de blau de timol i vermell de cresol (també conegut com a mètode de Magni).
- Determinació d'hidròxids amb presència de carbonats o sense.
- Determinació de nitrogen en compostos orgànics (mètode de Kjeldahl)[4]